# Melozzo da Forlì
Melozzo da Forlì, även Michelozzo degli Ambrogi, född 8 juni 1438 i Forlì, död 8 november 1494 i Forlì, var en italiensk målare som från 1476 var verksam i Rom. 

## Biografi
Melozzos verk omfattar fresker och beställningsverk för påvestolen. Han var troligtvis lärling till Piero della Francesca och tog även intryck av den vid hovet i Urbino verksamme nederländaren Justus van Gent. Bevittnade berättelser över honom finns först, då han arbetade i Rom för påve Sixtus IV räkning och redan befann sig på höjden av sin förmåga. Då Sixtus grundlade Accademia di San Luca, upptogs Melozzo som en av dess första ledamöter. 
Melozzos huvudarbete är Kristi himmelsfärd, målad 1472 på beställning av kardinal Pietro Riario, Sixtus IV:s brorson, i koret till kyrkan Santi Apostoli i Rom. När koret 1711 nedbröts och ombyggdes, räddades några fragment av denna målning till Peterskyrkans sakristia, framställande tre apostlahuvuden och elva ungdomliga änglafigurer, musicerande och sjungande. Förkortningen av figurerna nedifrån, som sedan genom Correggio blev så vanlig, beundrades som en stor nyhet, särskild av Vasari. Vidare finns i behåll en 1477 av Melozzo målad fresk, vilken nu finns i Vatikanens galleri, vilken föreställer Sixtus IV med sina nepoter utnämnande Platina till prefekt för Vatikanbiblioteket, under en rik arkitektur med mästerligt perspektiv. 
Melozzo utförde 1474 eller 1475 även en följd av bilder, för ett biblioteksrum i hertigens av Urbino palats, framställande den vetenskapliga odlingen. Av dessa bilder, som antas ha varit sju, finns två i Berlin och två i Londons nationalgalleri. De är målade i olja, vilket tyder på inflytande från det samtidiga nederländska måleriet samt förklaras därigenom, att Justus van Gent samtidigt med Melozzo arbetade i Urbino för palatsets dekoration. Flera tavlor, som tillskrivits Melozzo är utförda av hans lärjunge Marco Palmezzano.

## Bilder
| - Kristi himmelsfärd. - Sixtus IV utnämner Platina till prefekt för Vatikanbiblioteket. - Bebådelsen. Pantheon i Rom. |

### Webbkällor
- Zocca, Emma (1960). ”AMBROSI, Melozzo degli, detto Melozzo da Forlì”. Dizionario Biografico degli Italiani – Volume 2. Treccani. http://www.treccani.it/enciclopedia/ambrosi-melozzo-degli-detto-melozzo-da-forli_%28Dizionario-Biografico%29/. Läst 21 oktober 2017.